# Artère ethmoïdale antérieure
Pour les articles homonymes, voir Artère ethmoïdale.
L'artère ethmoïdale antérieure est une artère systémique de la tête. Elle vascularise la région nasale et contribue à la vascularisation méningée.

## Origine
L'artère ethmoïdale antérieure est branche de l'artère ophtalmique qui nait dans l'orbite en aval de l'artère ethmoïdale postérieure. 

## Trajet
L'artère ethmoïdale antérieure suit le nerf ethmoïdal antérieur pour sortir de l'orbite par le foramen ethmoïdal antérieur. 
Dans le canal ethmoïdal antérieur, elle donne des ramifications qui irriguent le sinus frontal et les cellules ethmoïdales antérieures et postérieures.
Elle pénètre ensuite dans la fosse crânienne antérieure où elle bifurque en un rameau méningé antérieur et une branche nasale.
Le rameau méningé antérieur vascularise la dure-mère de la fosse crânienne antérieure.
La branche nasale traverse la lame criblée de l'ethmoïde pour entrer dans la cavité nasale et passer dans une rainure sur la surface profonde de l'os nasal. Puis elle bifurque en rameaux nasaux antéro-latéraux et en rameaux septaux antérieurs.
Les rameaux nasaux antéro-latéraux vascularisent la paroi latérale et antérieure de la cavité nasale avec une branche nasale externe qui irrigue la zone cutanée du nez.
Les rameaux septaux antérieurs vascularisent la partie antéro-supérieure du septum nasal et contribuent au plexus vasculaire de Kiesselbach